# Онрубія-де-ла-Куеста
Онрубія-де-ла-Куеста (ісп. Honrubia de la Cuesta) — муніципалітет в Іспанії, у складі автономної спільноти Кастилія-і-Леон, у провінції Сеговія. Населення — 67 осіб (2010).
Муніципалітет розташований на відстані близько 120 км на північ від Мадрида, 70 км на північний схід від Сеговії.

## Демографія
Динаміка населення (INE ):